# Melanagromyza tajicola
Melanagromyza tajicola este o specie de muște din genul Melanagromyza, familia Agromyzidae, descrisă de Garg în anul 1971. Conform Catalogue of Life specia Melanagromyza tajicola nu are subspecii cunoscute.